# Sunne fögderi
Sunne fögderi avsåg den lokala skattemyndighetens verksamhetsområde i nuvarande Sunne och Torsby kommuner mellan åren 1967 och 1991. Efter detta år omorganiserades skatteväsendet och fögderierna ersattes av en skattemyndighet för varje län - i detta fall den för Värmlands län. År 2004 gick verksamheten upp i det nybildade Skatteverket.
Sunne fögderi föregicks av flera mindre fögderier, vilka sedermera även delvis hamnade under Säffle, Karlstads, Hagfors och Arvika fögderier.
- Fryksdals fögderi (1882-1966)
- Älvdals fögderi (1886-1966)
  - Norrsysslets fögderi (1826-1885)
    - Mellansysslets fögderi (1682-1825)
    - Västersysslets fögderi (1765-1825)